# کالیبر ۱۰۸×۱۲٫۷ میلی‌متر
کالیبر ۱۰۸×۱۲٫۷ میلی‌متر (به انگلیسی: 12.7×108mm) یک فشنگ ۱۲٫۷ میلی‌متر برای تفنگ‌های مسلسل سنگین و تفنگ ضدتجهیزات می‌باشد که توسط اتحاد جماهیر شوروی سابق، پیمان ورشو سابق، روسیه، چین و سایر کشورها استفاده شده‌است. این کالیبر در سال ۱۹۳۴ برای ایجاد یک فشنگ مانند فشنگ تفنگ ضد تانک ۹۹×۱۳٫۲ میلی‌متر توف آلمانی و فشنگ مسلسل سنگین برونینگ ۹۹×۱۲٫۷ میلی‌متر ناتو آمریکایی (کالیبر ۵۰ بی‌ام‌جی) اختراع شد.

## سلاح‌های کالیبر ۱۰۸×۱۲٫۷ میلی‌متر

### مسلسل
- دوشکا
- مسلسل کرد
- مسلسل ان‌اس‌وی